# Grotten van Fonds-de-Forêt
De prehistorische grotten van Fonds-de-Forêt is een complex van grotten, gelegen nabij het tot de Belgische gemeente Trooz behorende dorp Fonds-de-Forêt.
Het betreft enkele grotten in de kalkafzettingen in de dalwand van de linkeroever van de Magne. Het betreft de eigenlijke prehistorische grotten, de Grotte Walou en het in 1955 ontdekte Trou Winant. In 1895 werd in de grotten een dijbeenfragment van een neanderthaler gevonden. Het behoorde tot iemand die waarschijnlijk leefde in de periode van 44.200 tot 40.600 cal B.P.
Van 1985-1990, en vervolgens na 1996, werden opgravingen in de Grotte Walou verricht. Er werden voorwerpen uit het midden-paleolithicum en het laat-paleolithicum aangetroffen, voornamelijk gereedschappen uit vuursteen. Daarnaast werden neolithische overblijfselen gevonden, en tevens restanten van de toenmalige dierenwereld.
Deze grotten zijn beschermd vanwege hun biologische, geologische en archeologische waarde.
In de nabijheid van de grotten ligt een steengroeve.